# Mealhada, Ventosa do Bairro e Antes
Mealhada, Ventosa do Bairro e Antes (llamada oficialmente União das Freguesias de Mealhada, Ventosa do Bairro e Antes) es una freguesia portuguesa del municipio de Mealhada, distrito de Aveiro.

## Historia
Fue creada el 28 de enero de 2013 en aplicación de una resolución de la Asamblea de la República de Portugal promulgada el 16 de enero de 2013 con la unión de las freguesias de Antes, Mealhada y Ventosa do Bairro, pasando su sede a estar situada en la antigua freguesia de Mealhada.

## Demografía
| Gráfica de evolución demográfica de Mealhada, Ventosa do Bairro e Antes entre 2011 y 2021 |
|                                                                                           |
| Datos según el nomenclátor publicado por el INE portugués.                                |